# Nereis onychophora
Nereis onychophora är en ringmaskart som beskrevs av Horst 1918. Nereis onychophora ingår i släktet Nereis och familjen Nereididae. Inga underarter finns listade i Catalogue of Life.